# Liste d'avions modélisés dans IL-2 Sturmovik: Cliffs of Dover

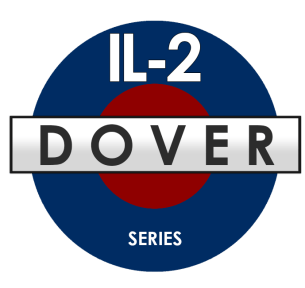

La liste suivante inclut tous les avions modélisés dans le simulateur de combat aérien IL-2 Sturmovik: Cliffs of Dover, aussi bien les appareils pilotables par le joueur que ceux qui ne peuvent qu'être contrôlés par l'IA (l'intelligence artificielle du jeu), et aussi bien ceux du jeu de base (la version BLITZ) que ceux de l'extension Desert Wings - Tobruk.
Les mentions à une version tropicale incluse dans l'extension Desert Wings - Tobruk signifient que pour l'appareil en question il existe une version équivalente qui dans le jeu est notée avec l'ajout du terme « Trop ». Par exemple, pour la variante « Bf 109 E-7/N » il existe une version tropicale dénommée « Bf 109 E-7/N Trop ». Cela signifie uniquement que la version tropicale de l'appareil inclut un dispositif à filtre qui protège le moteur du sable et des particules propres aux environnements arides.

## Avions disponibles dans le jeu de base,IL-2 Sturmovik: Cliffs of Dover BLITZ
| Modèle et variante |                   |                         |       |
| Modèle et variante | Contrôlé par l'IA | Pilotable par le joueur | Notes |
| ------------------ | ----------------- | ----------------------- | ----- |
| Bf 108 B2 Taifun   | oui               | non                     |       |
| Bf 109 E-1         | oui               | oui                     |       |
| Bf 109 E-1/B       | oui               | oui                     |       |
| Bf 109 E-3         | oui               | oui,                    |       |
| Bf 109 E-3/B       | oui               | oui,                    |       |
| Bf 109 E-4         | oui               | oui                     |       |
| Bf 109 E-4 Late    | oui               | oui                     |       |
| Bf 109 E-4/B       | oui               | oui                     |       |
| Bf 109 E-4/B Late  | oui               | oui                     |       |
| Bf 109 E-4/N       | oui               | oui,                    |       |
| Bf 109 E-4/N Late  | oui               | oui                     |       |
| Bf 110 C-2         | oui               | oui,                    |       |
| Bf 110 C-4         | oui               | oui,                    |       |
| Bf 110 C-4 Late    | oui               | oui                     |       |
| Bf 110 C-4/N       | oui               | oui                     |       |
| Bf 110 C-4/NJG     | oui               | oui                     |       |
| Bf 110 C-4/B       | oui               | oui                     |       |
| Bf 110 C-6         | oui               | oui,                    |       |
| Bf 110 C-7         | oui               | oui                     |       |
| Ju 87 B-2          | oui               | oui,                    |       |
| Do 17 Z-1          | oui               | non                     |       |
| Do 17 Z-2          | oui               | non                     |       |
| Do 215 B-1         | oui               | non                     |       |
| He 111 H-2         | oui               | oui,                    |       |
| He 111 P-2         | oui               | oui,                    |       |
| He 115 B-2         | oui               | non                     |       |
| Ju 88 A-1          | oui               | oui,                    |       |
| Fw 200 C-1         | oui               | non                     |       |

| Modèle et variante |                   |                         |       |
| Modèle et variante | Contrôlé par l'IA | Pilotable par le joueur | Notes |
| ------------------ | ----------------- | ----------------------- | ----- |
| Fiat CR.42         | oui               | non,                    |       |
| Fiat G.50          | oui               | oui,                    |       |
| Fiat BR.20 M       | oui               | oui,                    |       |

| Modèle et variante                    |                   |                         |       |
| Modèle et variante                    | Contrôlé par l'IA | Pilotable par le joueur | Notes |
| ------------------------------------- | ----------------- | ----------------------- | ----- |
| Spitfire Mk I                         | oui               | oui,                    |       |
| Spitfire Mk I (100 octanes),          | oui               | oui                     |       |
| Spitfire Mk Ia                        | oui               | oui,                    |       |
| Spitfire Mk Ia (100 octanes),         | oui               | oui                     |       |
| Spitfire Mk IIa                       | oui               | oui,                    |       |
| Hurricane Mk I (DH 5-20)              | oui               | oui,                    |       |
| Hurricane Mk I (DH 5-20 100 octanes), | oui               | oui                     |       |
| Hurricane Mk I (Rotol)                | oui               | oui                     |       |
| Hurricane Mk I (Rotol 100 octanes)    | oui               | oui                     |       |
| Hurricane Mk I-FB                     | oui               | oui                     |       |
| Hurricane Mk I-NF (Rotol 100 octanes) | oui               | oui                     |       |
| Gladiator Mk II                       | oui               | non                     |       |
| Defiant Mk I                          | oui               | non,                    |       |
| Blenheim Mk I                         | oui               | non                     |       |
| Blenheim Mk IF                        | oui               | non                     |       |
| Blenheim Mk I-NF                      | oui               | non                     |       |
| Blenheim Mk IV                        | oui               | oui,                    |       |
| Blenheim Mk IV Late                   | oui               | oui                     |       |
| Blenheim Mk IV F                      | oui               | oui,                    |       |
| Blenheim Mk IV F Late                 | oui               | oui                     |       |
| Blenheim Mk IV-NF                     | oui               | oui                     |       |
| Blenheim Mk IV-NF Late                | oui               | oui                     |       |
| Beaufighter Mk IF                     | oui               | oui,                    |       |
| Beaufighter Mk I-NF                   | oui               | oui,                    |       |
| Wellington Mk IC                      | oui               | non                     |       |
| Anson Mk I                            | oui               | non,                    |       |
| Walrus Mk I                           | oui               | non                     |       |
| Sunderland Mk I                       | oui               | non,                    |       |
| Tiger Moth                            | oui               | oui,                    |       |
| Tiger Moth 1940                       | oui               | oui                     |       |
| Tiger Moth A-1                        | oui               | oui                     |       |
| Tiger Moth A-2                        | oui               | oui,                    |       |

## Avions disponibles dans l'extensionIL-2 Sturmovik: Desert Wings - Tobruk
| Modèle et variante        |                         |                         |                                                  |
| Modèle et variante        | Contrôlé par l'IA       | Pilotable par le joueur | Notes                                            |
| ------------------------- | ----------------------- | ----------------------- | ------------------------------------------------ |
| Bf 108 B2 Taifun          | oui                     | oui,                    | Version tropicale incluse dans l'extension       |
| Bf 109 E-1                | oui (inclus dans BLITZ) | oui (inclus dans BLITZ) |                                                  |
| Bf 109 E-1/B              | oui (inclus dans BLITZ) | oui (inclus dans BLITZ) |                                                  |
| Bf 109 E-3                | oui (inclus dans BLITZ) | oui (inclus dans BLITZ) |                                                  |
| Bf 109 E-3/B              | oui (inclus dans BLITZ) | oui (inclus dans BLITZ) |                                                  |
| Bf 109 E-4                | oui (inclus dans BLITZ) | oui (inclus dans BLITZ) |                                                  |
| Bf 109 E-4 Late           | oui (inclus dans BLITZ) | oui (inclus dans BLITZ) |                                                  |
| Bf 109 E-4/B              | oui (inclus dans BLITZ) | oui (inclus dans BLITZ) |                                                  |
| Bf 109 E-4/B Late         | oui (inclus dans BLITZ) | oui (inclus dans BLITZ) |                                                  |
| Bf 109 E-4/N              | oui (inclus dans BLITZ) | oui (inclus dans BLITZ) |                                                  |
| Bf 109 E-4/N Late         | oui (inclus dans BLITZ) | oui (inclus dans BLITZ) |                                                  |
| Bf 109 E-7                | oui                     | oui                     | Version tropicale incluse dans l'extension,      |
| Bf 109 E-7/N              | oui                     | oui                     | Version tropicale incluse dans l'extension       |
| Bf 109 E-7/Z              | oui                     | oui                     | Un 109 E-7/N mais avec injection d'oxyde nitreux |
| Bf 109 F-1                | oui                     | oui,                    |                                                  |
| Bf 109 F-2                | oui                     | oui,                    | Version tropicale incluse dans l'extension       |
| Bf 109 F-2 Late           | oui                     | oui                     |                                                  |
| Bf 109 F-4                | oui                     | oui,                    | Version tropicale incluse dans l'extension       |
| Bf 109 F-4 Derated        | oui                     | oui                     | Version tropicale incluse dans l'extension       |
| Bf 109 F-4/Z              | oui                     | oui,                    | Version tropicale incluse dans l'extension       |
| Bf 110 C-2                | oui (inclus dans BLITZ) | oui (inclus dans BLITZ) |                                                  |
| Bf 110 C-4                | oui (inclus dans BLITZ) | oui (inclus dans BLITZ) |                                                  |
| Bf 110 C-4 Late           | oui (inclus dans BLITZ) | oui (inclus dans BLITZ) |                                                  |
| Bf 110 C-4/N              | oui (inclus dans BLITZ) | oui (inclus dans BLITZ) |                                                  |
| Bf 110 C-4/NJG            | oui                     | oui                     | Version tropicale incluse dans l'extension       |
| Bf 110 C-4/B              | oui                     | oui                     | Version tropicale incluse dans l'extension       |
| Bf 110 C-6                | oui                     | oui                     | Version tropicale incluse dans l'extension       |
| Bf 110 C-7                | oui                     | oui                     | Version tropicale incluse dans l'extension       |
| Ju 87 B-2                 | oui                     | oui                     | Version tropicale incluse dans l'extension       |
| Do 17 Z-1                 | oui (inclus dans BLITZ) | non                     |                                                  |
| Do 17 Z-2                 | oui (inclus dans BLITZ) | non                     |                                                  |
| Do 215 B-1                | oui (inclus dans BLITZ) | non                     |                                                  |
| He 111 H-2                | oui                     | oui                     | Version tropicale incluse dans l'extension       |
| He 111 P-2                | oui (inclus dans BLITZ) | oui (inclus dans BLITZ) |                                                  |
| He 111 H-6 torpedo bomber | oui                     | oui,                    | Version tropicale incluse dans l'extension       |
| He 115 B-2                | oui (inclus dans BLITZ) | non                     |                                                  |
| Ju 88 A-1                 | oui (inclus dans BLITZ) | oui (inclus dans BLITZ) |                                                  |
| Ju 88 A-5                 | oui                     | oui,                    | Version tropicale incluse dans l'extension       |
| Ju 88 A-5 Late            | oui                     | oui                     | Version tropicale incluse dans l'extension       |
| Ju 88 C-1                 | oui                     | oui                     |                                                  |
| Ju 88 C-2                 | oui                     | oui,                    | Version tropicale incluse dans l'extension       |
| Ju 88 C-4                 | oui                     | oui,                    | Version tropicale incluse dans l'extension       |
| Ju 88 C-4 Late            | oui                     | oui                     | Version tropicale incluse dans l'extension       |
| Fw 200 C-1                | oui (inclus dans BLITZ) | non                     |                                                  |

| Modèle et variante                 |                   |                         |                                            |
| Modèle et variante                 | Contrôlé par l'IA | Pilotable par le joueur | Notes                                      |
| ---------------------------------- | ----------------- | ----------------------- | ------------------------------------------ |
| Fiat CR.42,                        | oui               | oui,                    | Version tropicale incluse dans l'extension |
| Fiat G.50                          | oui               | oui,                    | Version tropicale incluse dans l'extension |
| Macchi C.202 Series III            | oui               | oui,                    | Version tropicale incluse dans l'extension |
| Macchi C.202 Series III Alta Quota | oui               | oui,                    | Version tropicale incluse dans l'extension |
| Macchi C.202 Series VII            | oui               | oui,                    | Version tropicale incluse dans l'extension |
| Macchi C.202 Series VII Alta Quota | oui               | oui,                    | Version tropicale incluse dans l'extension |
| Fiat BR.20 M                       | oui               | oui,                    | Version tropicale incluse dans l'extension |

| Modèle et variante       |                   |                         |                                            |
| Modèle et variante       | Contrôlé par l'IA | Pilotable par le joueur | Notes                                      |
| ------------------------ | ----------------- | ----------------------- | ------------------------------------------ |
| Dewoitine D.520 Series 1 | oui               | oui,                    | Version tropicale incluse dans l'extension |

| Modèle et variante                    |                         |                         |                                            |
| Modèle et variante                    | Contrôlé par l'IA       | Pilotable par le joueur | Notes                                      |
| ------------------------------------- | ----------------------- | ----------------------- | ------------------------------------------ |
| Spitfire Mk I                         | oui (inclus dans BLITZ) | oui (inclus dans BLITZ) |                                            |
| Spitfire Mk I (100 octanes)           | oui (inclus dans BLITZ) | oui (inclus dans BLITZ) |                                            |
| Spitfire Mk Ia                        | oui (inclus dans BLITZ) | oui (inclus dans BLITZ) |                                            |
| Spitfire Mk Ia (100 octanes)          | oui (inclus dans BLITZ) | oui (inclus dans BLITZ) |                                            |
| Spitfire Mk IIa                       | oui (inclus dans BLITZ) | oui (inclus dans BLITZ) |                                            |
| Spitfire Mk IIb                       | oui                     | oui,                    |                                            |
| Spitfire Mk Va                        | oui                     | oui,                    |                                            |
| Spitfire Mk Vb                        | oui                     | oui,                    | Version tropicale incluse dans l'extension |
| Spitfire Mk Vb Late                   | oui                     | oui                     |                                            |
| Spitfire Mk Vb-HF                     | oui                     | oui,                    | Version tropicale incluse dans l'extension |
| Spitfire Mk Vb-HF Late                | oui                     | oui                     |                                            |
| Hurricane Mk I (DH 5-20)              | oui (inclus dans BLITZ) | oui (inclus dans BLITZ) |                                            |
| Hurricane Mk I (DH 5-20 100 octanes)  | oui (inclus dans BLITZ) | oui (inclus dans BLITZ) |                                            |
| Hurricane Mk I (Rotol)                | oui (inclus dans BLITZ) | oui (inclus dans BLITZ) |                                            |
| Hurricane Mk I (Rotol 100 octanes)    | oui (inclus dans BLITZ) | oui (inclus dans BLITZ) |                                            |
| Hurricane Mk I-FB                     | oui                     | oui                     | Version tropicale incluse dans l'extension |
| Hurricane Mk I-NF (Rotol 100 octanes) | oui (inclus dans BLITZ) | oui (inclus dans BLITZ) |                                            |
| Hurricane Mk IIa                      | oui                     | oui                     | Version tropicale incluse dans l'extension |
| Hurricane Mk IIb                      | oui                     | oui                     | Version tropicale incluse dans l'extension |
| Hurricane Mk IIb Late                 | oui                     | oui                     | Version tropicale incluse dans l'extension |
| Hurricane Mk IIc                      | oui                     | oui,                    | Version tropicale incluse dans l'extension |
| Hurricane Mk IIc Late                 | oui                     | oui                     | Version tropicale incluse dans l'extension |
| Hurricane Mk IId                      | oui                     | oui,                    | Version tropicale incluse dans l'extension |
| Kittyhawk Mk Ia,                      | oui                     | oui,                    | Version tropicale incluse dans l'extension |
| Tomahawk Mk IIb,                      | oui                     | oui,                    | Version tropicale incluse dans l'extension |
| Tomahawk Mk IIb Late,                 | oui                     | oui                     | Version tropicale incluse dans l'extension |
| Gladiator Mk II,                      | oui                     | oui,                    | Version tropicale incluse dans l'extension |
| Martlet Mk III                        | oui                     | oui,                    | Version tropicale incluse dans l'extension |
| Defiant Mk I                          | oui (inclus dans BLITZ) | non                     |                                            |
| Blenheim Mk I                         | oui                     | non                     | Version tropicale incluse dans l'extension |
| Blenheim Mk IF                        | oui (inclus dans BLITZ) | non                     |                                            |
| Blenheim Mk I-NF                      | oui (inclus dans BLITZ) | non                     |                                            |
| Blenheim Mk IV                        | oui                     | oui                     | Version tropicale incluse dans l'extension |
| Blenheim Mk IV Late                   | oui                     | oui                     | Version tropicale incluse dans l'extension |
| Blenheim Mk IV F                      | oui (inclus dans BLITZ) | oui (inclus dans BLITZ) |                                            |
| Blenheim Mk IV F Late                 | oui                     | oui                     | Version tropicale incluse dans l'extension |
| Blenheim Mk IV-NF                     | oui (inclus dans BLITZ) | oui (inclus dans BLITZ) |                                            |
| Blenheim Mk IV-NF Late                | oui (inclus dans BLITZ) | oui (inclus dans BLITZ) | Version tropicale incluse dans l'extension |
| Beaufighter Mk IC                     | oui                     | oui                     | Version tropicale incluse dans l'extension |
| Beaufighter Mk IF                     | oui (inclus dans BLITZ) | oui (inclus dans BLITZ) |                                            |
| Beaufighter Mk IF Late                | oui                     | oui                     | Version tropicale incluse dans l'extension |
| Beaufighter Mk I-NF                   | oui (inclus dans BLITZ) | oui (inclus dans BLITZ) |                                            |
| Beaufighter Mk I-NF Late              | oui                     | oui                     | Version tropicale incluse dans l'extension |
| Wellington Mk IA,                     | oui                     | oui,                    | Version tropicale incluse dans l'extension |
| Wellington Mk IC                      | oui                     | oui,                    | Version tropicale incluse dans l'extension |
| Wellington Mk IC Late                 | oui                     | oui,                    | Version tropicale incluse dans l'extension |
| Wellington Mk IC-T torpedo bomber,    | oui                     | oui,                    | Version tropicale incluse dans l'extension |
| Anson Mk I                            | oui (inclus dans BLITZ) | non                     |                                            |
| Walrus Mk I                           | oui (inclus dans BLITZ) | non                     | Version tropicale incluse dans l'extension |
| Sunderland Mk I                       | oui (inclus dans BLITZ) | non                     | Version tropicale incluse dans l'extension |
| Tiger Moth                            | oui (inclus dans BLITZ) | oui (inclus dans BLITZ) | Version tropicale incluse dans l'extension |
| Tiger Moth 1940                       | oui (inclus dans BLITZ) | oui (inclus dans BLITZ) |                                            |
| Tiger Moth A-1                        | oui (inclus dans BLITZ) | oui (inclus dans BLITZ) |                                            |
| Tiger Moth A-2                        | oui (inclus dans BLITZ) | oui (inclus dans BLITZ) |                                            |

## Avions disponibles lors de la sortie du jeu en 2011
Au moment de sa sortie dans le marché, IL-2 Sturmovik: Cliffs of Dover incluait plus de 30 appareils dont plus de 15 étaient pilotables pour le joueur et 15 ne pouvaient être contrôlés que par l'IA (l'intelligence artificielle du jeu). Pendant que IL-2 Sturmovik: Cliffs of Dover était encore en phase de développement, les développeurs avaient promis que l'avion d'acrobatie Soukhoï Su-26 (un appareil qui n'est pas de la période historique représentée dans le jeu) allait être pilotable pour les joueurs, mais au moment de la sortie de Cliffs of Dover l'avion ne fut pas inclus dans le jeu. Pourtant, le Su-26 fut finalement inclus en tant que contenu automatiquement téléchargeable avec l'arrivée du patch Steam 1.11.20362 du 18 octobre 2012,.
| Modèle et variante |                   |                         |       |
| Modèle et variante | Contrôlé par l'IA | Pilotable par le joueur | Notes |
| ------------------ | ----------------- | ----------------------- | ----- |
| Bf 108 B2 Taifun   | oui               | non                     |       |
| Bf 109 E-3         | oui               | oui,                    |       |
| Bf 109 E-3/B       | oui               | oui                     |       |
| Bf 110 C-4         | oui               | oui                     |       |
| Bf 110 C-7         | oui               | oui                     |       |
| Ju 87 B-2          | oui               | oui,                    |       |
| Do 17 Z-1          | oui               | non                     |       |
| Do 17 Z-2          | oui               | non                     |       |
| Do 215 B-1         | oui               | non                     |       |
| He 111 H-2         | oui               | oui,                    |       |
| He 111 P-2         | oui               | oui                     |       |
| He 115 B-2         | oui               | non                     |       |
| Ju 88 A-1          | oui               | oui                     |       |
| Fw 200 C-1         | oui               | non                     |       |

| Modèle et variante |                   |                         |       |
| Modèle et variante | Contrôlé par l'IA | Pilotable par le joueur | Notes |
| ------------------ | ----------------- | ----------------------- | ----- |
| Fiat CR.42         | oui               | non                     |       |
| Fiat G.50          | oui               | oui                     |       |
| Fiat BR.20 M       | oui               | oui                     |       |

| Modèle et variante       |                   |                         |       |
| Modèle et variante       | Contrôlé par l'IA | Pilotable par le joueur | Notes |
| ------------------------ | ----------------- | ----------------------- | ----- |
| Spitfire Mk I            | oui               | oui                     |       |
| Spitfire Mk Ia           | oui               | oui                     |       |
| Spitfire Mk IIa          | oui               | oui                     |       |
| Hurricane Mk I (DH 5-20) | oui               | oui                     |       |
| Hurricane Mk I (Rotol)   | oui               | oui                     |       |
| Gladiator Mk II          | oui               | non                     |       |
| Defiant Mk I             | oui               | non                     |       |
| Blenheim Mk I            | oui               | non                     |       |
| Blenheim Mk IV           | oui               | oui                     |       |
| Beaufighter Mk IF        | oui               | non                     |       |
| Wellington Mk IC         | oui               | non                     |       |
| Anson Mk I               | oui               | non                     |       |
| Walrus Mk I              | oui               | non                     |       |
| Sunderland Mk I          | oui               | non                     |       |
| Tiger Moth               | oui               | oui,                    |       |